# Padonki-jargon
Padonki-jargon (Russisch: жаргон падонков, zjargon padonkov) is een Russische internettaal ontstaan in het begin van de 21e eeuw op het Runet (het deel van het internet waar Russisch gesproken en begrepen wordt). Bij deze taal worden Russische woorden volgens hun fonetische uitspraak expres op een verkeerde wijze geschreven (als een erratief), waarbij veel gebruik wordt gemaakt van de Russische straattaal Mat en dergelijke. Meestal wordt het gebruikt in reacties op weblogs. De benaming Padonki (afgeleid van podonki; "onderkant van de samenleving, smeerlappen, rapalje") slaat op een Russische internetsubcultuur, ontstaan rond 2000, die veel gebruikmaakt van deze taal.
De taal kwam op aan het einde van de 20e eeuw, maar het gebruik nam snel toe nadat een Russische internetter het onderschrift van een cartoon van Bear surprise van de Amerikaanse cartoonnist John Lurie vertaalde naar het Russisch. De beer uit de cartoon sprak in een tekstwolk "surprise", wat werd omgezet naar preved (in plaats van privet; "hallo"), wat rijmde op medved ("beer"). Russische reclamemakers en cartoonisten kopieerden de beer uit de cartoon en zorgden ervoor dat de taal razendsnel bekend werd bij het Russische publiek.
De padonki-taal is tevens voor een deel gebaseerd op het taalgebruik van de zogenoemde Kasjtsjenity (Кащениты, genoemd naar het Kasjtsjenko-psychiatrisch ziekenhuis in Moskou), een internet-subcultuur van online-trollen. Hun taalgebruik werd gekenmerkt door het opzettelijk foutief schrijven van woorden, waarbij niet zelden aan het 'joods' taalgebruik (dat wil zeggen Jiddische woorden) gealludeerd werd.
De taal heeft in korte tijd veel aandacht gekregen van de media en taalkundigen. De reacties zijn verdeeld: Onder tegenstanders (vooral voorstanders van de traditionele orthodoxe schrijfwijze van de Russische taal) wordt de taal wel aangeduid als "sleng debilov" ("slang van debielen").

## Lijst van woorden
Enkele vervormingen van woorden zijn:
- kagdila (van kak djela (как дела); "hoe gaat het?")
- preved (van privjet (привет); "hallo")
- apstenu (van ob stenu(об стену); letterlijk "tegen de muur", d.w.z. "gooi jezelf tegen de muur", ga dood)
- proga (van programma(программа); "program")
- stired' (van stered' (стереть); "delete")
- ftopku (van v topku (в топку) ; letterlijk "de kachel in", d. w. z. iets vernietigen (niet noodzakelijk letterlijk verbranden))
- svarganit' (сварганить) ; "to make"